# Petiniotia purpurascens
Petiniotia purpurascens là một loài thực vật có hoa trong họ Cải. Loài này được (Boiss.) J. Léonard miêu tả khoa học đầu tiên năm 1980.